# Ewald Karl Hubert Maria Jammers
Ewald Karl Hubert Maria Jammers (Colònia-Lindenthal, Rin del Nord-Westfàlia, 1 de gener de 1897 - Colònia-Lindenthal, Rin del Nord-Westfàlia, 26 de juny de 1981) va ser un musicòleg i bibliotecari alemany.
Va estudiar musicologia amb Ludwig Schiedermair, història, filologia germànica i també etnologia a la Universitat de Bonn (1913-17, 1919-24), on va obtenir el doctorat el 1924 amb una tesi sobre el manuscrit de la cançó Jena, la Jenaer Liederhandschrift, compost al primer terç del segle xiv. Posteriorment, el 1925 es va graduar amb un títol oficial en alemany. El 1927 esdevingué bibliotecari titulat per la Biblioteca de la Universitat de Leipzig i posteriorment treballà en diferents biblioteques com la Biblioteca Nacional de Saxònia, on va dirigir el Departament de Música des del 1931, o l'Estatal de Dresden. El 1939 és nomenat membre de la Institució de l'Estat per a la investigació musical alemanya a Berlín. Després de la guerra, entre 1946 i 1950, va treballar com a professor substitut a l'escola secundària de Bergheim/Erft, abans de tornar al servei de la biblioteca de l'Estat de Düsseldorf entre el 1951 i el 1952. Des del 1952 fins al 1961 Jammers va treballar a la Universitat de Heidelberg, on, des del 1953, estigué al capdavant del departament de manuscrits i des del 1957 en fou el vicedirector. Entre el 1956 i el 1962 fou professor honorari de música antiga a la Universitat de Heidelberg, on va ensenyar fins al 1972. Tota l'obra de Jammers, dedicada especialment al estudi de la història de la música antiga, però també de la música romana d'Orient, la coral, la cançó trobadoresca alemanya i la polifonia medieval, destaca per un tractament i una anàlisi molt acurats.